# Rhynchospora hirticeps
Rhynchospora hirticeps là loài thực vật có hoa trong họ Cói. Loài này được (Kük.) T.Koyama miêu tả khoa học đầu tiên năm 1979.